# Гоффенгайм 1899
«Го́ффенгайм 1899» (нім. TSG 1899 Hoffenheim) — німецький професійний футбольний клуб із Гоффенгайма, одного із районів міста Зінсгайма, Баден-Вюртемберг.
Спочатку заснований у 1899 році як гімнастичний клуб, «Гоффенгайм» у своїй сучасній формі виник у 1945 році. Ставши учасником п'ятого дивізіону у 2000 році, клуб швидко просунувся в системі футбольних ліг Німеччини за фінансової підтримки бізнесмена Дітмара Гоппа та у 2008 році «Гоффенгайм» піднявся до вищого рівня Бундесліги. У сезоні 2017–18 «Гоффенгайм» посів третє місце в Бундеслізі (найвище місце в історії клубу), вперше кваліфікувавшись до групового етапу Ліги чемпіонів УЄФА.
З 2009 року «Гоффенгайм» проводить свої домашні ігри на «Рейн-Некар-Арені» (відомій як «ПреЗеро Арена» через спонсорські причини), а раніше грав на «Дітмар-Гопп-Штадіон» з 1999 року.

## Історія
Футбольний клуб «Гоффенгайм 1899» заснований 1 липня 1899 року як спортивне товариство, яке об'єднувало кілька видів спорту: гімнастику, волейбол, боротьбу та інші. Футбол також був представлений в даному товаристві, але довгий час не був на провідних ролях. Футбольна команда впродовж цілого століття виступала в нижчих аматорських лігах.
До 1989 року клуб грав в Беціркслігзі (нім. Bezirksliga, сьомий дивізіон в тодішньому німецькому футболі). У сезоні 1988/89 зайняв останнє місце в сьомому дивізіоні і вилетів у Крайсклассе A.
Після вильоту в нижчу лігу, мільярдер Дітмар Гопп, що сам в юності грав за «Гоффенгайм», почав спонсорувати клуб. Спочатку він виділив 10 тисяч німецьких марок на нові м'ячі і тренувальне обладнання. В сезоні 1989/90 клуб виграв турнір Крайсклассе і повернувся в Беціркслігу, в якій на наступний сезон також зайняв перше місце. У 1990—1996 роках «Гоффенгайм» грав у Ландеслізі (нім. Landesliga, 6-й дивізіон), 1996 року клубу вдалося виграти і цю лігу, перейшовши в Фербандслігу. У 2000 році «Гоффенгайм» виграв Фербандслігу, перейшовши у Оберлігу, де в першому ж сезоні посів перше місце.
За два сезони, з 1999 по 2001 роки, клуб піднявся з районної ліги у регіональну лігу (аналог другого дивізіону). Таким чином, у сезоні 2001/02 клуб дістався до третього дивізіону — Регіоналліги, попереду якої в Німеччині знаходились тільки дві Бундесліги. У сезоні 2001/02 клуб зайняв 13-е місце в Регіоналлізі, в сезонах 2002/03 і 2003/04 — п'яте, у 2004/05 — сьоме, у 2005/06 — четверте.
У сезоні 2002/03 «Гоффенгайм» вперше успішно кваліфікувався у Кубок Німеччини. Перемігши «Гройтер Фюрт» в 1/32 фіналу (4:1), вони були зупинені «Кельном» в 1/16 фіналу (1:5).
2003/04 був сезоном, в якому про сільський клуб під меценатством мільярдера дізналася вся Німеччина: в Кубку Німеччини «Гоффенгайм» обіграв «Айнтрахт» (Трір) (4:3), «Карлсруе» (4:0), леверкузенський «Баєр 04» (3:2 — перший офіційний матч Гоффенгаймцев проти представника Бундесліги) і дістався до чвертьфіналу, в якому поступився «Любеку» (0:1).
У сезоні 2006/07, зробивши потужний ривок у другому колі чемпіонату, «Гоффенгайм» зайняв друге місце в Регіоналлізі і перейшов у Другу Бундеслігу. Вихід у другу за рівнем лігу призвів до того, що клубу знадобився новий стадіон (старий «Стадіон імені Дітмара Гоппа» був розрахований на 6000 глядачів). Першу половину сезону 2008/09 клуб провів на стадіоні в Мангаймі. З другої половини сезону 2008/09 «Гоффенгайм» грав на новому стадіоні «Райн-Неккар-Арена» в Зінсгаймі, розрахований на 30 000 глядачів.
Сезон 2007/08 пройшов для «Гоффенгайма» дуже вдало: друге місце у Другій Бундеслізі і вперше в історії вийшов у вищий дивізіон німецького футболу, а також знову дійшов до у чвертьфіналу Кубку Німеччини. У цьому сезоні був встановлений рекорд Другої Бундесліги по сумі за трансфер футболіста: Карлос Едуардо був куплений за 8 мільйонів євро. Всього сума, вкладена Гоппом в клуб з 1989 року, оцінюється в 150—200 мільйонів євро.
Після 18 турів у Бундеслізі 2008/09 команда практично з початку чемпіонату займала місця на вершині турнірної таблиці, нападник клубу боснієць Ведад Ібішевич очолював список бомбардирів чемпіонату, команда сенсаційно посіла 1 місце і стала «Осіннім чемпіоном». Після зими у команди почався спад. У підсумку в свій дебютний сезон «Гоффенгайм» посів 7 місце.
У наступному сезоні 2012/13 команда посіла 16 місце, і тільки в стикових матчах проти «Кайзерслаутерна» зуміла зберегти прописку в Бундеслізі. У сезоні 2013/14 клуб зайняв місце в середині таблиці (9-те), трохи поліпшивши результат у сезоні 2014/15 — 8-е.
З сезону 2016/17 команду очолив молодий амбіційний тренер Юліан Нагельсманн і при ньому зінсгаймський колектив досяг найкращого результату в історії, зайнявши 4 місце і набравши 62 очки (16 перемог, 14 матчів закінчилися в нічию, і лише 4 поразки, при чому не програвши жодного матчу на домашньому стадіоні). Цей успіх забезпечив вихід в раунд плей-оф кваліфікації Ліги чемпіонів УЄФА 2017/18. Проте вже в наступному сезоні, 2017/18, «Гоффенгайм» перевершив його, зайнявши 3-тє місце в Бундеслізі і кваліфікувавшись в груповий етап Ліги чемпіонів УЄФА 2018/19 безпосередньо. 21 червня 2018 року офіційний сайт футбольного клубу «РБ Лейпциг» оголосив про підписання попереднього контракту з Нагельсманном, що вступить у дію з сезону 2019/20. Останній сезон Юліана Нагельсманна у «Гоффенгаймі» виявився найменш вдалим: команда посіла 4-те місце у групі Ліги чемпіонів з «Манчестер Сіті», «Шахтарем» та «Ліоном», а в чемпіонаті програла два останніх матчі «Вердеру» та «Майнцу 05» і залишилася без єврокубків, опустившись на 9-ту сходинку.

## Стадіон
Другу частину сезону 2008/09 «Гоффенгайм» грав на новому стадіоні «Райн-Неккар-Арена». Власнику клубу спорудження арени обійшлася в 60 мільйонів євро.

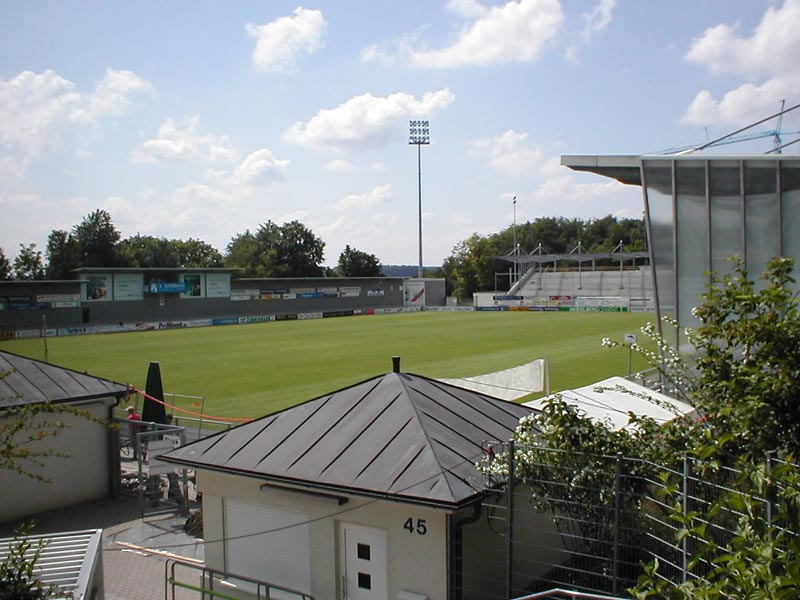
Стадіон імені Дітмара Гоппа

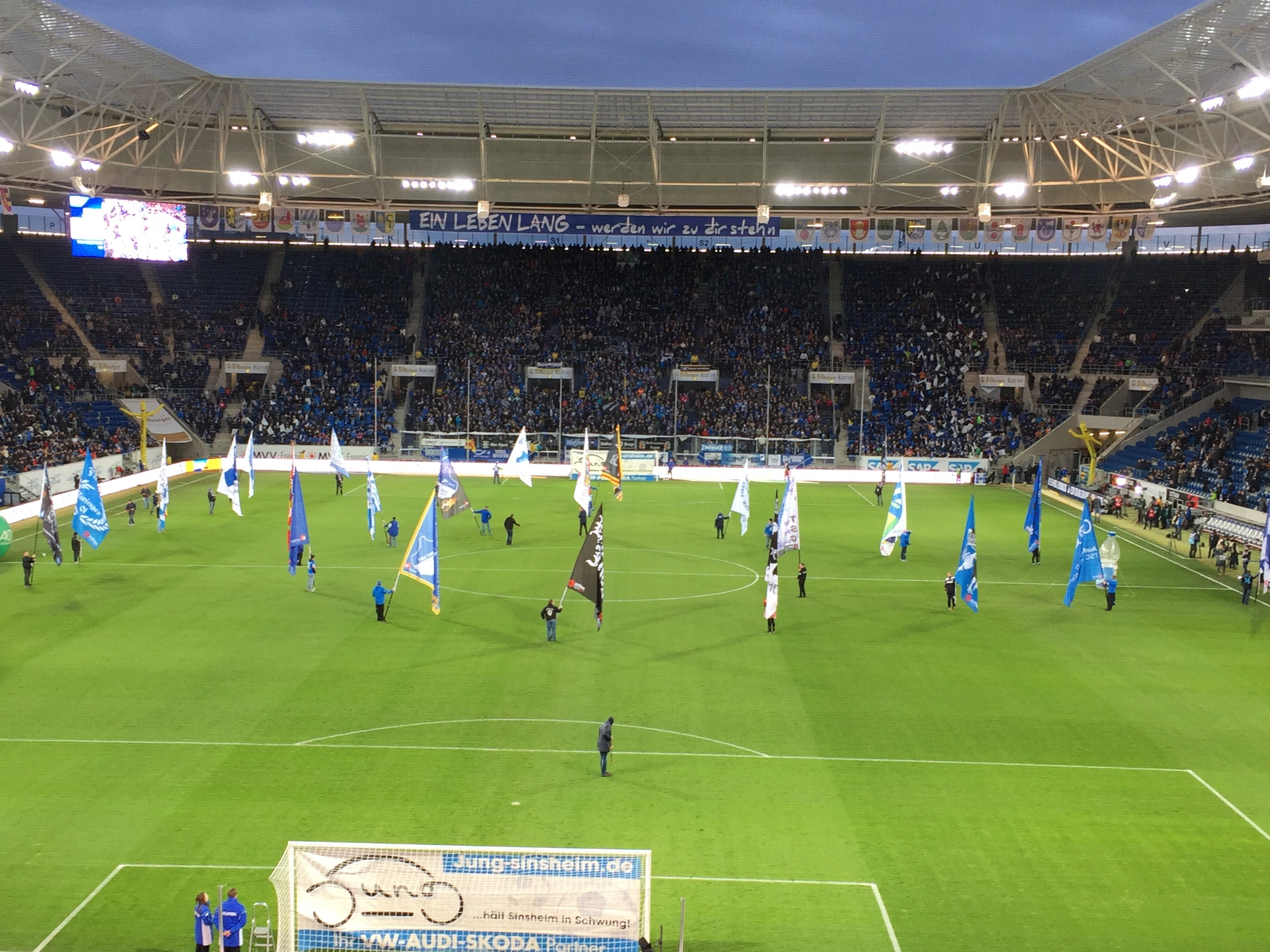
Рейн-Некар-Арена

Вміщує стадіон 30 150 глядачів, з них 9150 — стоячі місця. На міжнародні матчі стоячі місця можуть бути переобладнані в сидячі, через що місткість стадіону зменшується до 25 641 місця.

## Склад команди
Станом на 30 квітня 2025
| №  | Поз. | Нац.      | Гравець                  |
| -- | ---- | --------- | ------------------------ |
| 1  | ВР   | Німеччина | Олівер Бауманн (капітан) |
| 2  | ЗХ   | Чехія     | Робін Гранач             |
| 3  | ЗХ   | Чехія     | Павел Кадержабек         |
| 4  | ЗХ   | Норвегія  | Лео Естігор              |
| 5  | ЗХ   | Туреччина | Озан Кабак               |
| 6  | ПЗ   | Німеччина | Гриша Премель            |
| 7  | ПЗ   | Німеччина | Том Бішоф                |
| 8  | ПЗ   | Німеччина | Денніс Гайгер            |
| 9  | НП   | Того      | Ілас Бебу                |
| 13 | ЗХ   | Німеччина | Крістофер Ленц           |
| 14 | НП   | Нігерія   | Гіфт Орбан               |
| 15 | ЗХ   | Франція   | Валантен Жандре          |
| 16 | ПЗ   | Німеччина | Антон Стах               |
| 17 | ПЗ   | Німеччина | Умут Тохумджу            |
| 18 | ПЗ   | Малі      | Діаді Самассеку          |
| 19 | ЗХ   | Чехія     | Давід Юрасек             |

| №  | Поз. | Нац.                 | Гравець           |
| -- | ---- | -------------------- | ----------------- |
| 20 | ПЗ   | Німеччина            | Фінн Оле Беккер   |
| 21 | НП   | Німеччина            | Маріус Бюлтер     |
| 22 | ПЗ   | Австрія              | Александер Прасс  |
| 23 | НП   | Чехія                | Адам Гложек       |
| 25 | ЗХ   | Нігерія              | Кевін Акпогума    |
| 26 | НП   | Боснія і Герцеговина | Харіс Табакович   |
| 27 | НП   | Хорватія             | Андрей Крамарич   |
| 29 | НП   | Кот-д'Івуар          | Базумана Туре     |
| 32 | ВР   | Данія                | Якоб Буск         |
| 33 | НП   | Німеччина            | Макс Мерштедт     |
| 34 | ЗХ   | Франція              | Стенлі Нсокі      |
| 35 | ЗХ   | Бразилія             | Артур Чавес       |
| 36 | ВР   | Ісландія             | Лукас Петерссон   |
| 37 | ВР   | Німеччина            | Лука Філіпп       |
| 52 | НП   | Франція              | Давід Моква       |
| 53 | НП   | Туреччина            | Еренджан Ярдимджи |

## Досягнення
- Бундесліга:
  - Бронзовий призер (1): 2017–2018
- Друга Бундесліга:
  - Срібний призер (1): 2008
- Регіоналліга:
  - Срібний призер (1): 2007
- Оберліга Баден-Вюртемберг:
  - Переможець (1): 2001
- Фербансліга Північний Баден:
  - Переможець (1): 2000
- Кубок Північного Бадена:
  - Володар (4): 2002, 2003, 2004, 2005

## Галерея

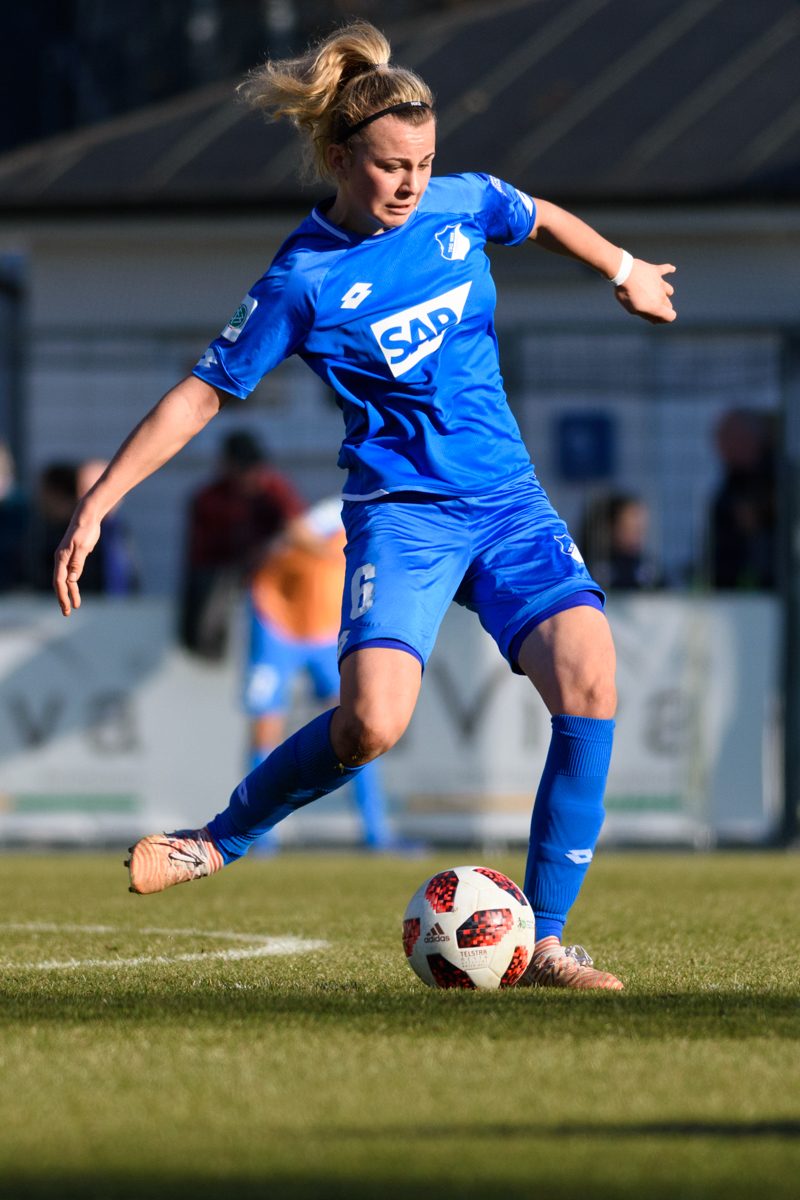
Гра жіночої команди «Гоффенгайм 1899»
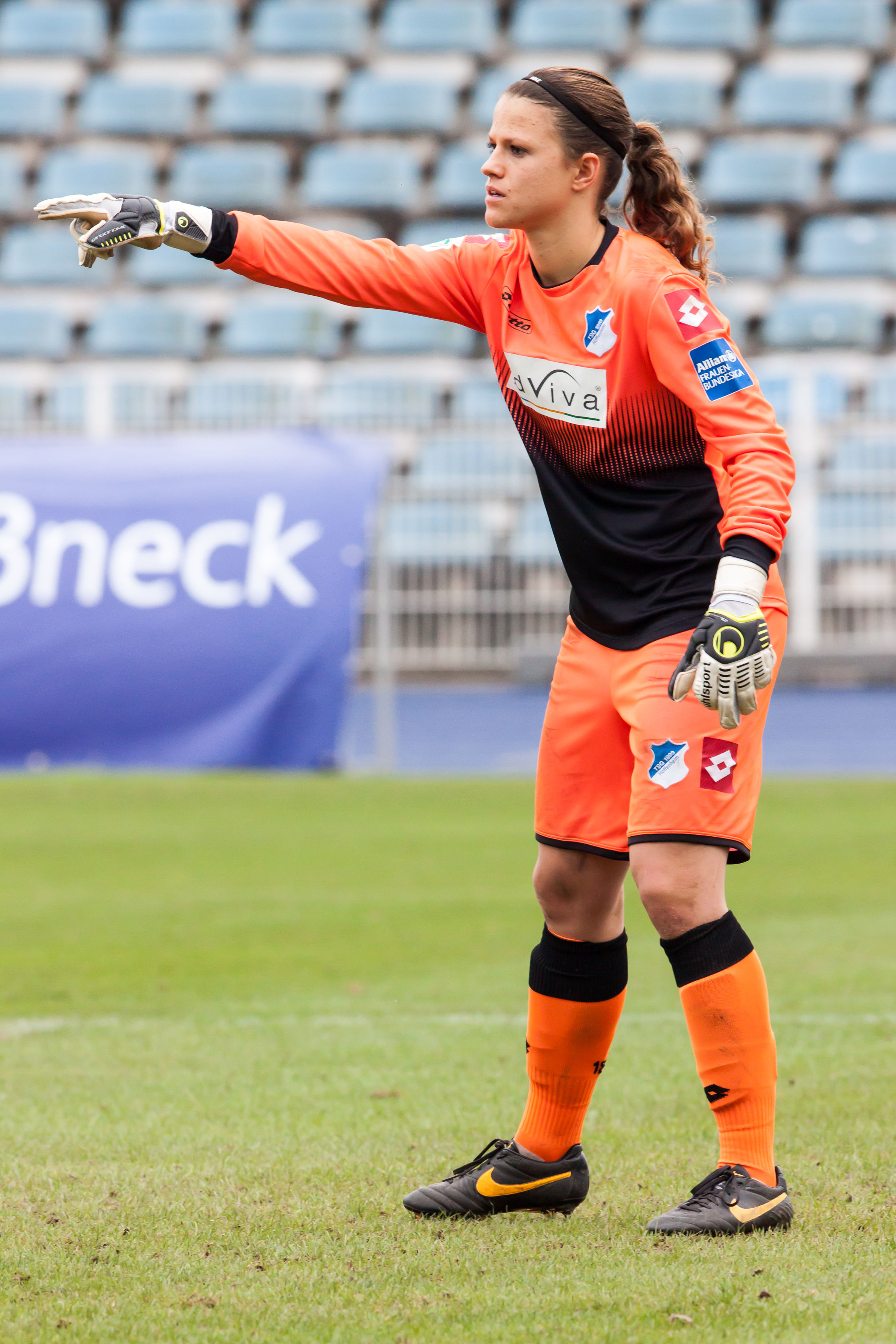
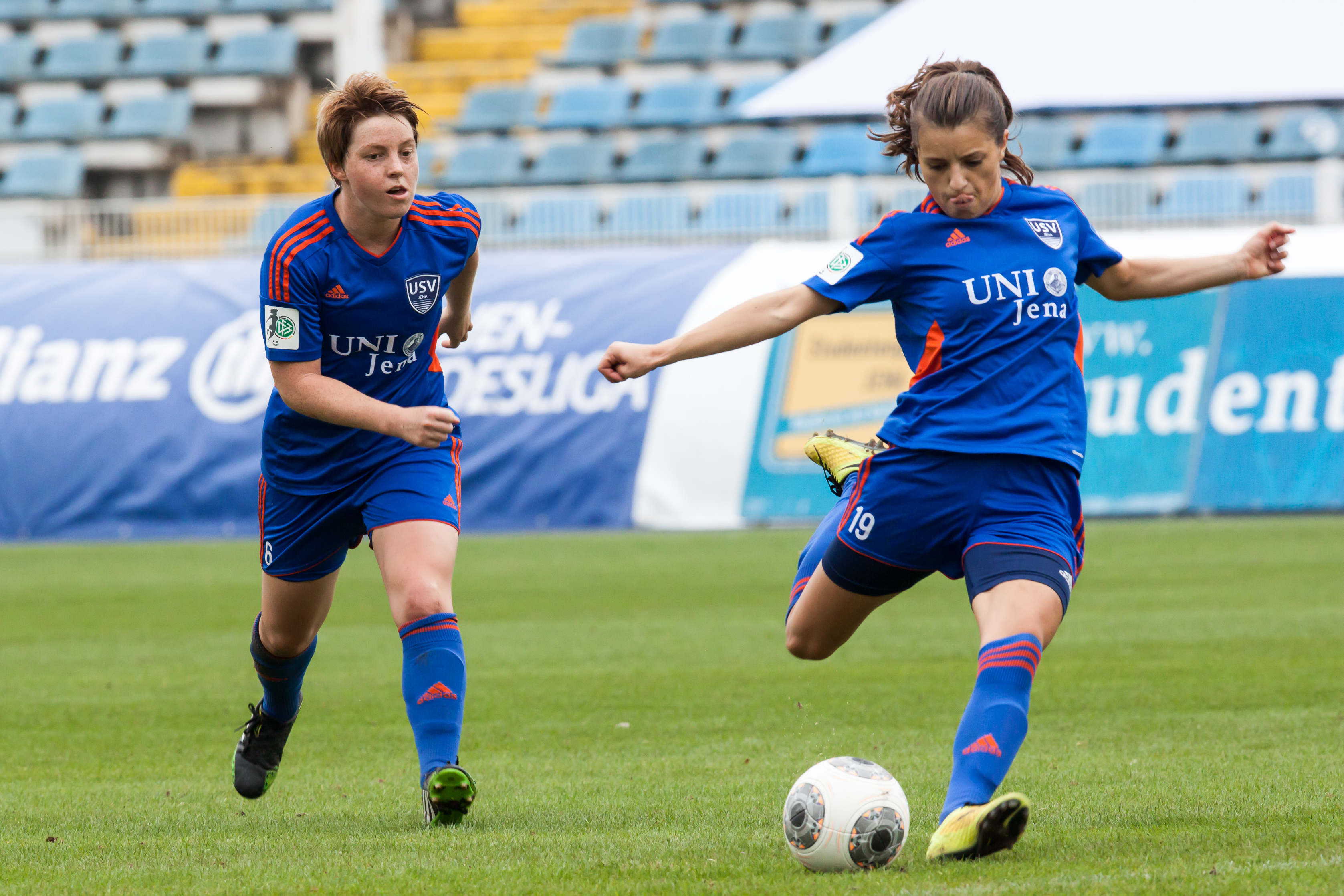
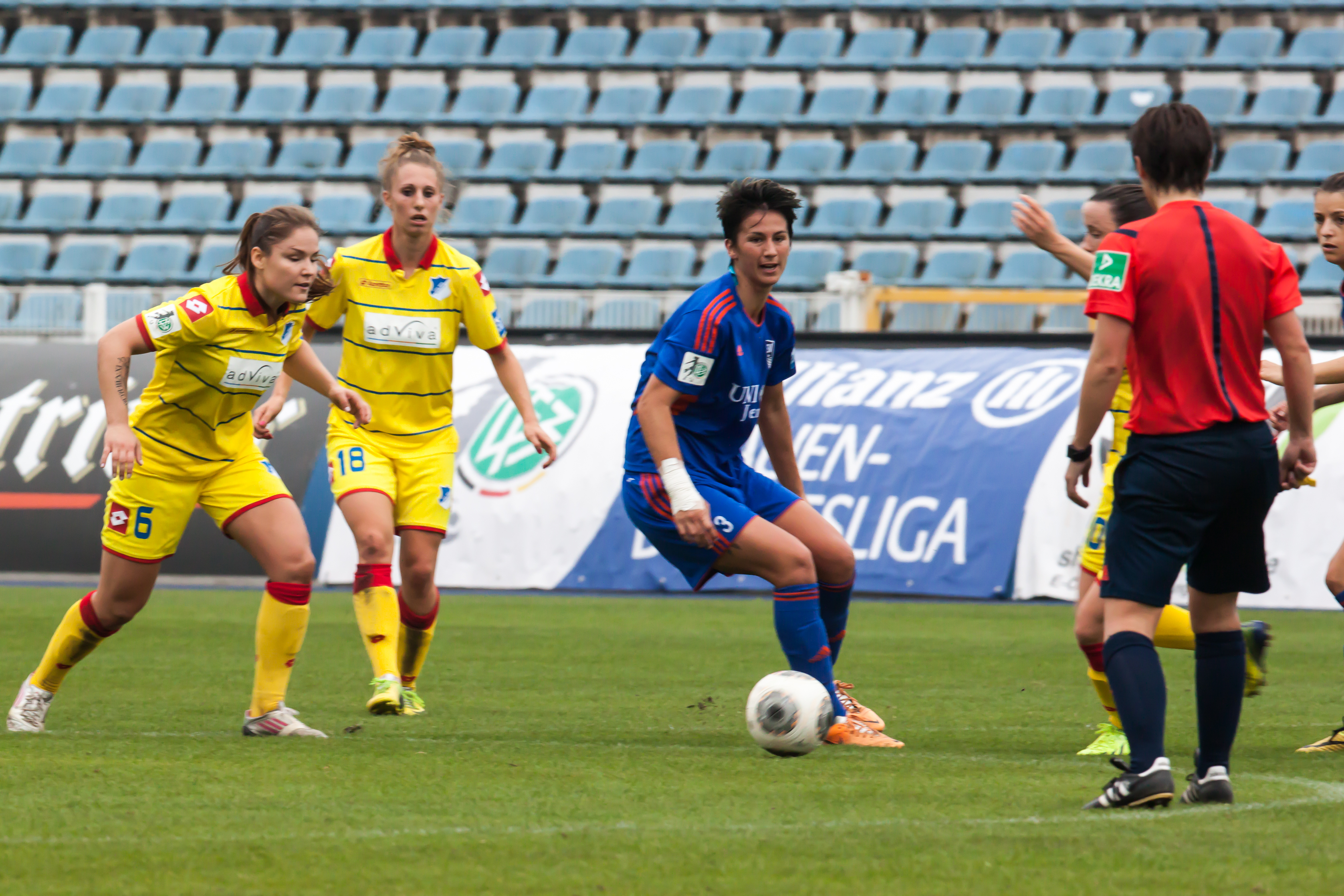